# Ludíkov

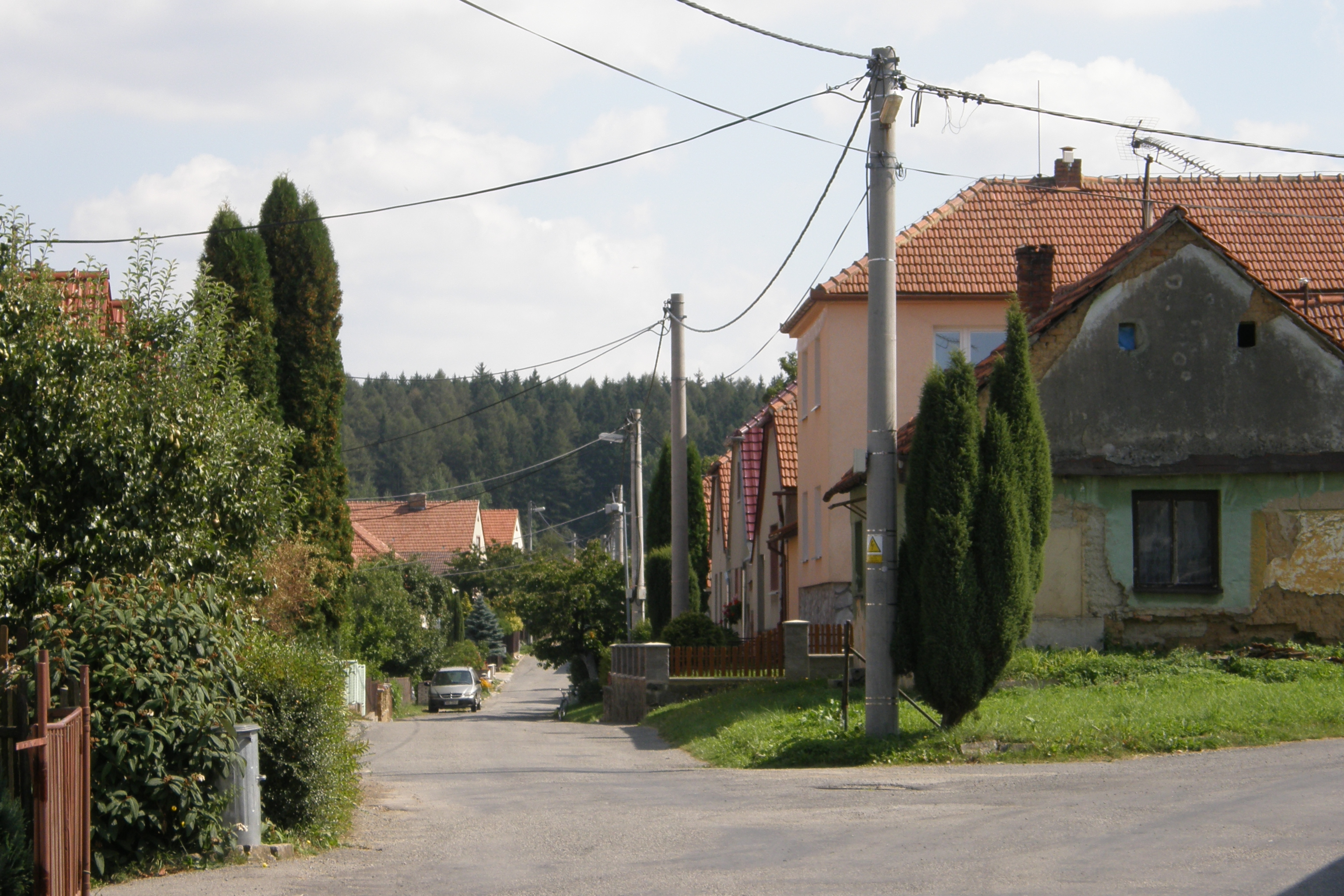
Ortsansicht

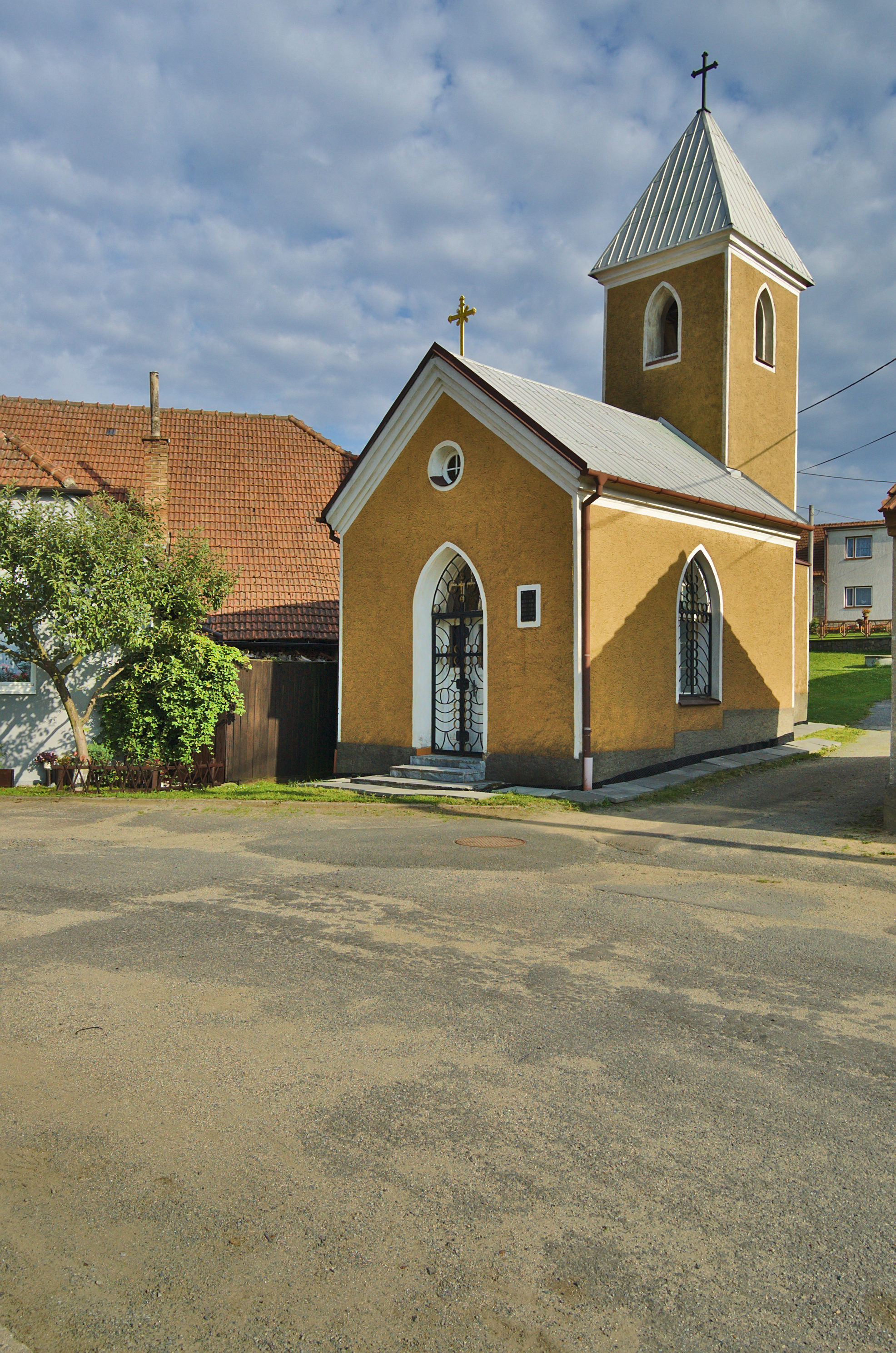
Kapelle der hl. Kyrill und Method

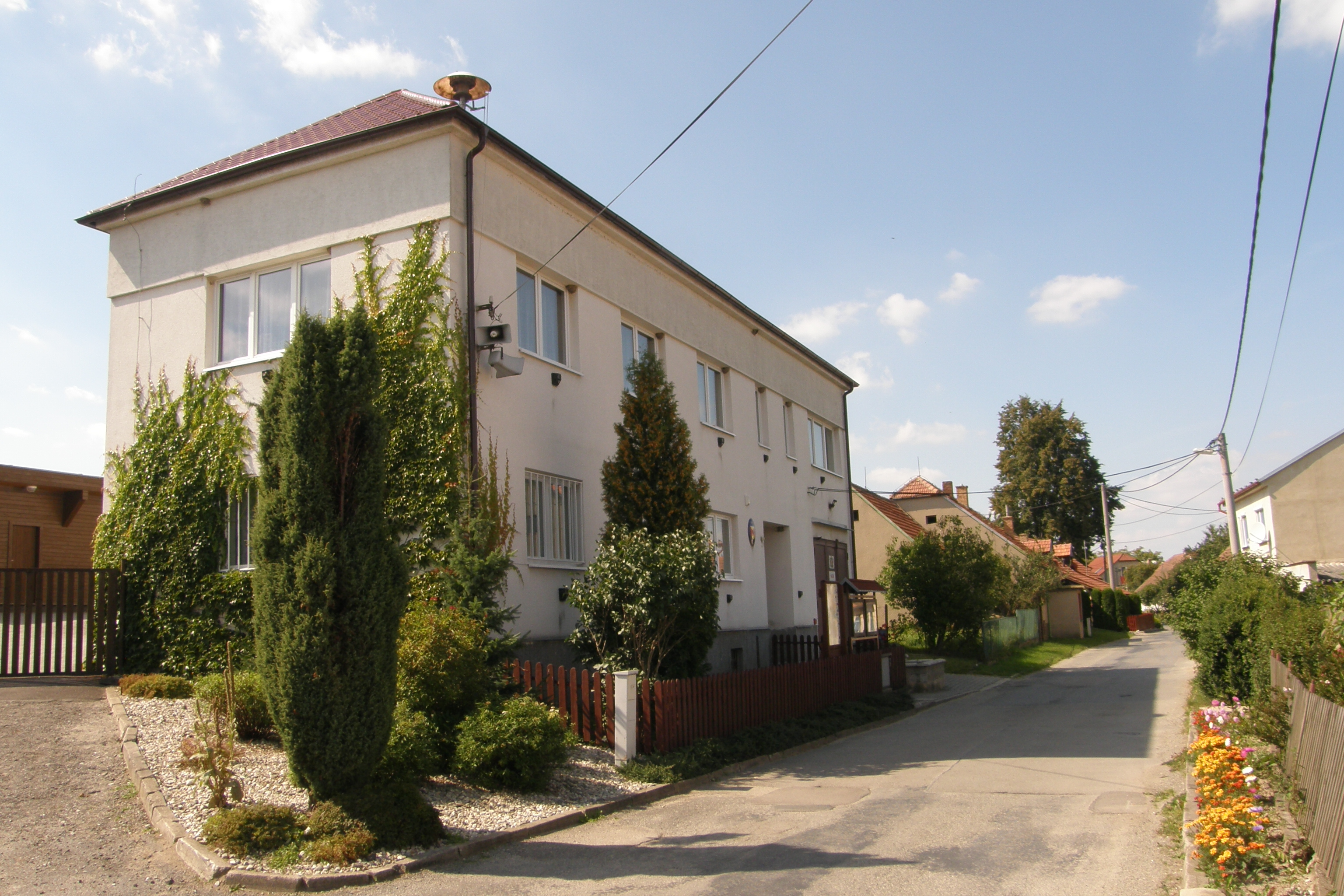
Gemeindeamt

Ludíkov (deutsch Ludikow, 1939–45 Ludikau) ist eine Gemeinde in Tschechien. Sie liegt sieben Kilometer südöstlich von Boskovice und gehört zum Okres Blansko.

## Geographie
Das von ausgedehnten Wäldern umgebene Platzdorf Ludíkov befindet sich im Quellgebiet des Baches Valchovka im Mährischen Karst. Östlich erhebt sich die Babí hora (642 m n.m.), im Süden die Horky (630 m n.m.) und der Bučí (653 m n.m.), westlich der Perný (638 m n.m.) und im Nordwesten der Holíkov (665 m n.m.). Durch den Ort führt die Staatsstraße II/373 zwischen Sloup und Benešov, die sich nördlich des Dorfes mit der  II/150 zwischen Boskovice und Prostějov kreuzt. Auf dem Gemeindekataster liegen die mittelalterlichen Wüstungen Lamička, Modračka und Holíkov.
Nachbarorte sind Velenov und Suchý im Norden, Žďárná und Skelná Huť im Nordosten, Obora, U Dvorku und Niva im Osten, Molenburk, Housko, Baldovec und Holštejn im Südosten, Šošůvka und Sloup im Süden, Žďár und Němčice im Südwesten, Újezd u Boskovic im Westen sowie Boskovice und Valchov im Nordwesten.

## Geschichte
Die erste urkundliche Erwähnung von Ludíkov erfolgte 1505 als Teil der Herrschaft Boskowitz. Christoph Černohorsky von Boskowitz veräußerte 1547 die Burg Boskowitz mit allem Zubehör, darunter auch Lydikow, an den Schemnitzer Bergbauunternehmer Simon Eder von Sstiawnicz (Šimon Eder ze Štiavnice). Dessen Sohn Veit verkaufte die Herrschaft 1568 an Jaroš von Zástřizl; dabei wurde auch das hinter Lydikow gelegene öde Dorf Lamiczko (Lamička) genannt. Mit Johann Wenzel von Zástřizl erlosch das Geschlecht 1687 im Mannesstamme und wurde von den Grafen von Dietrichstein beerbt. 1748 standen in Ludíkov 14 Häuser.
Im Jahre 1834 bestand das im Brünner Kreis gelegene Dorf Ludikow aus 42 Häusern mit 292 mährischsprachigen Einwohnern. Pfarr- und Schulort war Zdiarna, der Amtsort Boskowitz. Bis zur Mitte des 19. Jahrhunderts blieb Ludikow der Allodialherrschaft Boskowitz untertänig.
Nach der Aufhebung der Patrimonialherrschaften bildete Ludíkov / Ludikow ab 1850 eine Gemeinde im Gerichtsbezirk Boskowitz. Der Boskowitzer Großgrundbesitz ging 1856 an die Freiherren von Mensdorff-Pouilly über. Ab 1869 gehörte Ludíkov zum Bezirk Boskowitz; zu dieser Zeit hatte die Gemeinde 316 Einwohner und bestand aus 45 Häusern. Im Jahre 1900 hatte Ludíkov 341 Einwohner, 1910 waren es 379. Die Freiwillige Feuerwehr wurde 1903 gegründet. 1908 erhielt Ludíkov eine eigene Schule. Nach dem Ersten Weltkrieg zerfiel der Vielvölkerstaat Österreich-Ungarn, die Gemeinde wurde 1918 Teil der neu gebildeten Tschechoslowakischen Republik. Beim Zensus von 1921 lebten in den 65 Häusern des Dorfes 360 Tschechen. 1930 lebten in den 73 Häusern von Ludíkov 417 Menschen. Im Jahre darauf erfolgte die Elektrifizierung des Dorfes. Von 1939 bis 1945 gehörte Ludíkov / Ludikau zum Protektorat Böhmen und Mähren. 1950 lebten 379 Menschen in Ludíkov. Im Zuge der Gebietsreform von 1960 wurde der Okres Boskovice aufgehoben und die Gemeinde dem Okres Blansko zugeordnet. Am 1. Januar 1986 erfolgte die Eingemeindung nach Boskovice. Nach der Schließung der Schule wurde das Gebäude zwischen 1979 und 1980 zum Kindergarten umgebaut.
1992 wurde der Kindergarten wegen zu geringer Kinderzahl geschlossen. Seit Beginn des Jahres 1993 besteht die Gemeinde Ludíkov wieder. Beim Zensus von 2001 lebten in den 100 Häusern der Gemeinde 296 Personen. Seit 2002 führt die Gemeinde ein Wappen und Banner.

## Sehenswürdigkeiten
- Kapelle der hl. Kyrill und Method, errichtet 1886 nach Plänen des Baumeisters František Steigon
- Gusseisernes Kreuz, es wurde 1904 in den Fürstlich Salm’schen Eisenwerke in Blansko gegossen und vor dem Wirtshaus "U Nováků" aufgestellt. In den 1970er Jahren erfolgte eine Umsetzung wegen des zunehmenden Straßenverkehrs. 2003 wurde es rekonstruiert.
- Denkmal für die Gefallenen des Ersten Weltkriegs